# Léo Lagrange

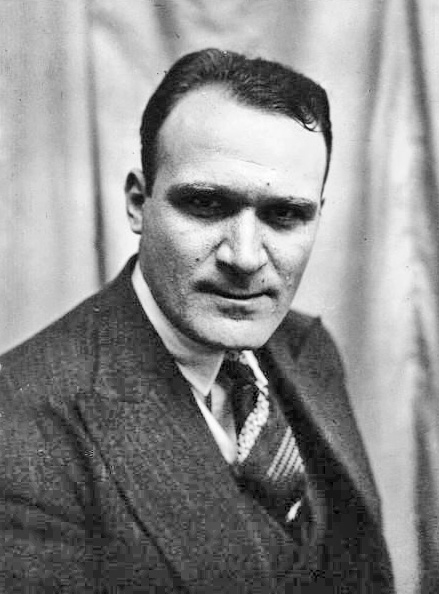
Léo Lagrange en 1932.

Léo Lagrange (Bourg-sur-Gironde, Francia, 28 de noviembre de 1900 - Évergnicourt, Francia, 9 de junio de 1940) fue un socialista francés, subsecretario de Estado para los deportes y el tiempo libre, en el primer gobierno del Frente Popular de Francia. Miembro de una organización scout laica en su juventud, se unió a la Sección Francesa de la Internacional Obrera (SFIO) después del congreso de Tours en 1920, y colaboró con el periódico del partido, Le Populaire. Fue elegido diputado en 1932, y nombrado subsecretario de Estado en el gobierno de Léon Blum en 1936. Contribuyó a la organización de la Olimpiada Popular de Barcelona en 1936, como contrapunto a los Juegos Olímpicos de Berlín instrumentados por el régimen nazi.

## Biografía
De adolescente, fue miembro del movimiento scout laico Éclaireurs de France. Al finalizar sus estudios secundarios en el prestigioso instituto público Henri IV de París en agosto de 1917, se alista como voluntario en el ejército. Después del armisticio de 1918, se matricula en la facultad de derecho y en el Instituto de Estudios Políticos de París. Cuando se escinde el movimiento socialista en el congreso de Tours de 1920, adhiere a la recién creada SFIO dirigida por Paul Faure, Jean Longuet y Léon Blum y se une al grupo de los estudiantes socialistas.
Se colegia como abogado en 1922. Conmocionado por los horrores vividos durante la guerra de trincheras, dedica mayoritariamente sus servicios a los tuberculosos, a los enfermos de pulmón y a los gaseados. Al año siguiente traba amistad con André Malraux y Jean Prévost. Léo Lagrange se une a la efervescencia intelectual de los años 1930 y frecuenta a un buen número de escritores, historiadores, artistas y científicos. Como redactor del periódico socialista Le Populaire, lleva una crónica de la actualidad judicial.
Se presenta a las elecciones legislativas de 1928 por el distrito XI de París, pero no consigue el escaño. En las elecciones de mayo de 1932, es candidato del partido socialista por la circonscripción de Avesnes-sur-Helpe, en el departamento de Nord. En su campaña electoral, subraya la necesidad de que la clase obrera sea instruida y organizada para poder acceder a puestos de mando. Una vez elegido, es nombrado subsecretario de Estado para los deportes y la organización del tiempo libre dentro del ministerio de Salud Pública de Henri Sellier, una novedosa cartera ministerial creada por el gobierno del Frente Popular de Léon Blum en 1936. Su creación responde al establecimiento de las vacaciones pagadas y a la aparición consecuente del concepto de tiempo libre para los trabajadores. Léo Lagrange se rodea principalmente de personas que han participado en la Primera Guerra Mundial y que son partidarias de una unidad de acción entre la SFIO y el Partido Comunista Francés (Lagrange pertenece a una corriente llamada "de la batalla socialista").
De ahora en adelante su misión se dirige a toda la sociedad y no sólo a la juventud, aunque su política siga basándose en esta última para que constituya el futuro de una sociedad más justa sin que se intente adoctrinarla:

(...) En un país democrático no se pueden caporalizar los divertimientos y los pláceres de las masas populares para transformar la alegría habilmente repartida en un medio para no pensar.

Se emplea a desarrollar el ocio deportivo, turístico y cultural. Crea el billete popular de vacaciones anuales que concede una reducción de 40 % sobre las tarifas ferroviarias, e impulsa el movimiento de los albergues juveniles. Estas medidas permiten que las vacaciones, un concepto hasta entonces desconocido para la mayoría de la ciudadanía y reservado a las clases económicamente pudientes, estén al alcance de casi todos. Se popularizan los deportes de invierno, en particular la práctica del ski. También aparecen los primeros cruceros populares.
Léo Lagrange se ocupó también de la Olimpiada Popular, organizada por el gobierno de la II República Española, que debía ser una alternativa antifascista a los Juegos Olímpicos de Berlín. Prevista en Barcelona, las pruebas oficiales de calificación empezaron el 4 de julio de 1936 en el estadio Pershing de París. Léo Lagrange presidió esas jornadas. Pero el 9 de julio la derecha francesa votó a favor de la participación de los atletas franceses en los juegos de Berlín, mientras el conjunto de la izquierda se abstenía (con excepción de Pierre Mendès France). Una delegación de deportistas franceses participaron sin embargo en la Olimpiada de Barcelona que fue interrumpida nada más empezar por el pronunciamiento militar del general Franco.
Después de dejar su cargo ministerial por el cambio de gobierno de 1937, Léo Lagrange fue presidente del Comité laico de los albergues juveniles. Cuando Francia entra en guerra en 1939 es diputado, pero se une como voluntario al ejército. Muere el 9 de junio de 1940 en Évergnicourt, por el estallido de un obus. Su amigo André Malraux dijo de él:

Murió en la valentía, en la búsqueda de la verdad y en la dignidad. Era un hombre al que queríamos.

## Homenajes póstumos
En 1950, Pierre Mauroy creó la Fédération Léo-Lagrange, un movimiento de educación popular nacido en el seno de las juventudes socialistas francesas.
En Francia 13 estadios llevan su nombre, así como una estación del metro de París.